# بیماری بافت همبند
بیماری بافت همبند (انگلیسی: Connective tissue disease) به هر گونه بیماری گفته می‌شود که باعث آسیب به بافت همبند در بدن بشود. بافت همبند نوعی بافت است که دارای یک ماتریکس برون‌یاخته‌ای بوده و از اندام‌ها مراقبت می‌کند.
از بیماری‌های بافت همبند می‌توان به نشانگان مارفان، بیماری پیرونی، نشانگان اهلرز-دنلوس، استئوژنز ایمپرفکتا و نشانگان آلپورت اشاره نمود.